# Боћки
Боћки (подл. Bóťki, пољ. Boćki, укр. Ботьки) је село у Пољској које се налази у војводству Подласком у повјату Бјелском у општини Боћки.
Кроз ово село пролази пут 19.
Број становника је око 1519.

## Историја
Основан у XV веку. Први писани податак о потиче из 1502. године.
Од 1975. до 1998. године ово насеље се налазило у Бјалостоцком војводству.